# Паротурбинная установка

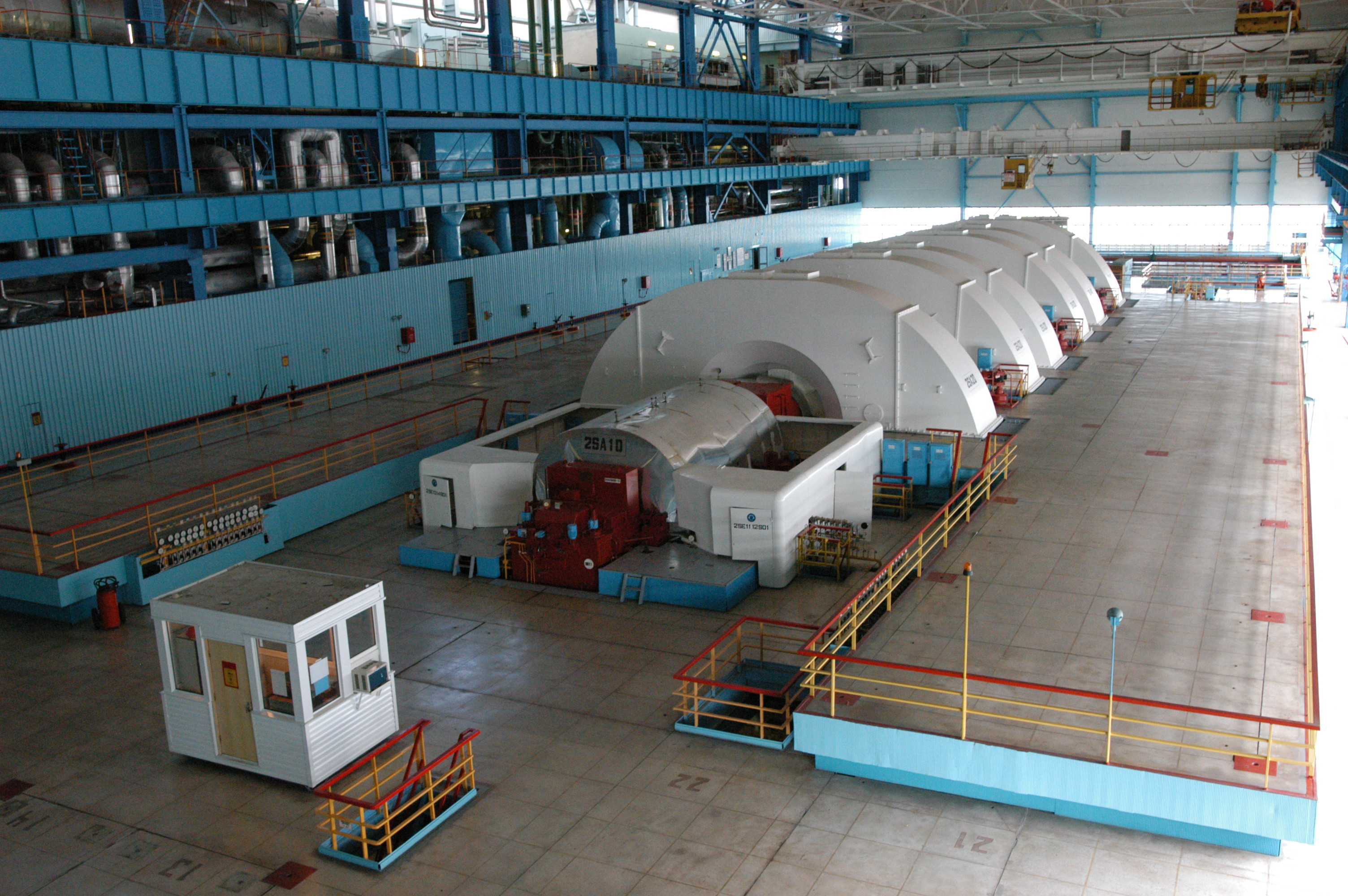
Паротурбинная установка Балаковской АЭС.

Паротурби́нная устано́вка — это непрерывно действующий тепловой агрегат, рабочим телом которого является вода и водяной пар. Паротурбинная установка является механизмом для преобразования потенциальной энергии сжатого и нагретого до высокой температуры пара в кинетическую энергию вращения ротора турбины. Включает в себя паровую турбину и вспомогательное оборудование. Паротурбинные установки используются на тепловых и атомных электростанциях для привода электрического генератора, входящего в состав турбоагрегата (турбогенератора), а также на кораблях в качестве привода гребного винта.

## Основные сведения
На электрической станции механическая энергия превращается в электрическую энергию с помощью электрического генератора, но он в состав паротурбинной установки не входит.
Принципиальная тепловая схема паротурбинной установки для привода электрогенератора изображена на рисунке.
Электрогенератор на тепловых схемах указывается условно, для понимания его присоединения, так как он не является элементом в котором происходит преобразование тепловой энергии рабочего тела.
Свежий пар из котельного агрегата (1), где он получил тепло от сгорания топлива, поступает в турбину (2) и, расширяясь в ней, совершает механическую работу, вращая ротор электрогенератора (3). После выхода из турбины пар поступает в конденсатор (4), где происходит его конденсация. Конденсат отработавшего в турбине пара при помощи конденсатного насоса (5) проходит через подогреватель низкого давления (ПНД) (6) в деаэратор (7). Из деаэратора питательный насос (8) подаёт воду через подогреватель высокого давления (ПВД) (9) в котельный агрегат.
Подогреватели (6) и (9) и деаэратор (7) образуют систему регенеративного подогрева питательной воды, которая использует пар из нерегулируемых отборов паровой турбины.